# Arabski podbój Hiszpanii
Mianem arabskiego podboju Hiszpanii określa się wydarzenia mające miejsce w VIII wieku, w wyniku których muzułmańskiemu kalifatowi udało się opanować znaczącą większość Półwyspu Iberyjskiego. Określenie „Hiszpania” w tym przypadku nie oznacza ziem współczesnego państwa o tej nazwie, odnosi się do rzymskiego rozumienia tego określenia, czyli całości ziem leżących między Cieśniną Gibraltarską a Pirenejami. Podbój Hiszpanii był częścią większej ekspansji, znanej w historiografii jako podboje arabskie. 
Trudno dokładne określić ramy chronologiczne procesu opanowywania Półwyspu Iberyjskiego. Jest to spowodowane kilkoma czynnikami. Muzułmanom nie udało się całkowicie zdobyć półwyspu, część terenów przechodziła z rąk do rąk, a z niektórych muzułmanie sami wycofali się po pewnym czasie. Podbój nie dokonał się w wyniku jednego najazdu, był efektem wielu kampanii, dokonywanych przez Arabów i Berberów. Za jego początek przyjmuje się zazwyczaj 711 rok, ale część historyków sądzi, że pierwsze wyprawy miały miejsce już od 705 lub 706 roku, kiedy to muzułmanie opanowali Tanger. Podobne problemy występują przy próbie określenia daty końcowej i są one spowodowane tymi samymi przyczynami. Wydaje się wprawdzie, że do 716 roku muzułmanie mieli pod kontrolą większość ziem Półwyspu Iberyjskiego, ale w niektórych rejonach walki trwały nadal. Poza tym w tej kampanii Arabowie podporządkowywali sobie tereny Królestwa Wizygotów, a do 716 roku nie opanowali przecież Septymanii, która była jego integralną częścią. Propozycje daty końcowej są zatem bardzo różne, zwłaszcza że często przyjmuje się, że podboje zapoczątkowały proces, który w końcu doprowadził do powstania niezależnego, muzułmańskiego państwa w Europie zachodniej. W tym wypadku za symboliczną datę końcową można przyjąć rok 788. Zmarł wówczas Abd ar-Rahman z rodu Umajjadów, który zbiegł z Syrii do Afryki Północnej, w 755 roku wkroczył do Hiszpanii i w krótkim czasie opanował tutejsze muzułmańskie posiadłości, stając się de facto samodzielnym władcą. Jego panowanie dało początek Emiratowi Kordoby.

## Tło historyczne

### Podboje arabskie
Historycy do dziś nie są zgodni, w jaki sposób fakt powstania nowego ruchu religijnego na Półwyspie Arabskim doprowadził do tak znaczącej fali podbojów i w zasadzie całkowicie zmienił oblicze Azji, Europy i Afryki. Arabowie trafili ze swoją ekspansją na bardzo sprzyjające czasy. Dwie największe potęgi ówczesnego świata, czyli wschodnie Cesarstwo Rzymskie i Persja były bowiem świeżo po krwawej i wyczerpującej wojnie. Muzułmanie zniszczyli państwo Sasanidów oraz pokonali Rzymian, zyskując większość posiadłości bizantyjskich w Syropalestynie. Następną ofiarą Arabów padł Egipt, którego podbój można było uznać za zakończony w 642 roku, kiedy skapitulowała Aleksandria.
Dalsze podboje w Afryce doprowadziły muzułmanów do Ceuty, którą opanowali między 705 a 710 rokiem. Ekspansja na południowym wybrzeżu Morza Śródziemnego nie była jednak regularną, lądową kampanią. Arabowie wykorzystywali floty swoich nowych poddanych z Egiptu i z Syrii i stopniowo zajmowali najbardziej ludne i strategiczne regiony w północnej Afryce, takie jak Cyrenajka czy Kartagina. Ich kontrola nad tymi terenami nie była jednak pełna, często zadowalali się zajęciem najważniejszych ośrodków miejskich i zabezpieczeniem szlaków komunikacyjnych, a miejscowe społeczności czy też berberskich wodzów pozostawiano w spokoju. Z czasem zaczęło dochodzić do walk, zwłaszcza między Arabami i Berberami, ale ostatecznie ci drudzy dostrzegli wiele korzyści w sojuszu z muzułmanami i sami zaczęli przyjmować islam. Procesy te trwały jednak bardzo długo i postępowały stopniowo. Lokalne społeczności, często identyfikujące się z cesarstwem, zachowywały kontrolę nad mniej ważnymi ośrodkami, duża część Berberów jeszcze długo pozostawała niezależna i często stawiała zbrojny opór najeźdźcom (co obrazują relacje o Kahinie), a chrześcijaństwo, które panowało tu od czasów zachodniego cesarstwa, utrzymywało się w niektórych regionach nawet 500 lat po pierwszych inwazjach arabskich.
W 706 roku Arabom udało się podporządkować sobie Tanger – jedną z ostatnich twierdz Bizantyjczyków w Afryce. Źródła arabskie podają wprawdzie, że miastem rządził niejaki Julian, książę wizygocki i poddany Roderyka. Rzeczony Julian miał poprosić muzułmanów, żeby najechali Półwysep Iberyjski, i zaofiarował im swoją flotę do przeprawy przez Cieśninę Gibraltarską. Chciał się on bowiem zemścić na Roderyku za zgwałcenie córki. Wielu historyków odrzuca jednak tę wersję wydarzeń, twierdząc, iż jest to moralizująca opowieść ukazująca wymierzenie sprawiedliwości okrutnemu Roderykowi przez sprawiedliwych Arabów. Niezależnie od tego, do kogo należała wówczas Ceuta i Tanger, muzułmanie pod wodzą Tarika ibn Zijada zajęli te tereny i na wieść o niepokojach na Półwyspie Iberyjskim szykowali się do najazdów.

### Kryzys wizygocki
Półwysep Iberyjski, poza nielicznymi terenami zamieszkanymi przez górskie plemiona, znajdował się wówczas pod panowaniem Wizygotów. W momencie pierwszych kontaktów z wojskami arabskimi królestwo to znajdowało się w stanie ciężkiego kryzysu. Rządząca państwem elita dworska była skłócona, skutkiem czego o tron walczyło kilku pretendentów. Elity lokalne, pozbawione większego wpływu na krajową politykę, nie czuły się odpowiedzialne za losy państwa, nie wspominając już o zwykłych mieszkańcach. Dokładny przebieg wojen domowych i sporów na szczytach jest nieznany, na podstawie istniejących źródeł, często ze sobą sprzecznych, można tylko częściowo zrekonstruować tamte wydarzenia i sytuację. 
Po śmierci lub detronizacji Wittizy państwo pogrążyło się w chaosie na skutek wspomnianych rozłamów i konfliktów. Dzięki monetom i listom panujących wiemy o przynajmniej dwóch pretendentach do tronu: Roderyku, który panował nad Toledo i częścią Luzytanii oraz o Agili, który kontrolował jakąś część Tarraconensis i Narbonensis. O Galicji, Betyce i reszcie kraju nie wiemy nic, możliwe więc, że pretendentów było więcej.

## Podbój
Źródła arabskie podają, iż do zajęcia Półwyspu Iberyjskiego doszło w wyniku jednej ekspedycji, w czasie której miejsce miała decydująca bitwa. W świetle współczesnych badań oraz źródeł chrześcijańskich, takich jak Kronika 754 roku, wiemy, że w rzeczywistości muzułmanie dokonywali wielu najazdów. Jest bardzo możliwe, że trwały one już od 705 lub 706 roku, kiedy to Arabowie opanowali, dotychczas bizantyjski, Tanger. Arabscy dziejopisarze przy okazji opisu podboju Iberii, przytaczają historię o Julianie, wizygockim księciu z Ceuty. Rzeczony możnowładca, chcąc zemścić się na Roderyku za gwałt na córce, miał przewieźć siły muzułmańskie przez cieśninę dzielącą brzeg afrykański od europejskiego. Jest to prawie na pewno legenda, wiadomo bowiem, że Arabowie od momentu podboju Syrii i Egiptu dysponowali bardzo silną flotą i w zasadzie niepodzielnie rządzili na wodach Morza Śródziemnego. Nie potrzebowali więc wsparcia okrętów Juliana (jeśli ten w ogóle istniał). Możliwe zresztą, że ich początkowe sukcesy były właśnie efektem wykorzystania floty, bowiem źródła donoszą o katastrofalnych w skutkach najazdach Arabów na miasta południa. Jest prawdopodobne, że statki przewoziły poszczególne oddziały do Europy, gdzie dokonywały one łupiestw, po czym flota zabierała je z powrotem do Afryki. 
Nie wiemy, czy muzułmanie planowali podbić Półwysep Iberyjski, czy najeżdżali te tereny tylko w poszukiwaniu niewolników i łupów. Nastawienie przede wszystkim na działalność łupieżczą jest tym prawdopodobniejsze, że oddziały Tarika były złożone głównie z jego rodaków, Berberów. Arabowie nie odnosili się do nich ze zbytnią estymą i trudno wyobrazić sobie, żeby dobrze ich opłacali. Być może pierwsze najazdy rzeczywiście nie miały na celu zajmowania żadnych ziem i właśnie dlatego Wizygoci postrzegali ich jako łupieżców, podobnych w swojej działalności do Basków. W związku z tym nie mobilizowali jakichś większych sił przeciwko nowym przeciwnikom. Wobec powtarzających się napadów i ciągle rosnącej skali, rządzący w Toledo Roderyk, skierował część swoich sił na południe. W tym czasie na Półwyspie Iberyjskim przebywał Tarik, mający, według różnych ocen, około 2000 żołnierzy. Armia wizygocka również nie była duża. Goci od dawna nie prowadzili zbrojnej ekspansji, zadowalając się ziemiami Półwyspu Iberyjskiego i częścią Galii Narbońskiej. Dzięki korzystnemu położeniu i problemom Bizancjum, musieli strzec tylko granicy z Frankami, nie potrzebowali więc także zbyt licznych oddziałów do celów obronnych.
Na domiar złego wśród członków elity dworskiej skupionej wokół Roderyka doszło do jakichś rozłamów, o których król przed bitwą nie wiedział. Do starcia nad rzeką Guadalete między armiami Roderyka i Tarika doszło w 711 lub 712 roku. Źródła podają, że w czasie walk Roderyk został zdradzony i zginął. W bitwie, lub niedługo po niej, zginęło również wielu możnych skupionych w jednym ze stronnictw. Możliwe, że część elity dworskiej błędnie oceniła zagrożenie arabskie i postanowiła je wykorzystać do obsadzenia na tronie w Toledo własnego kandydata. Źródła podają, że w Toledo w czasie kampanii na południu, lub krótko po niej, na tronie osadzono niejakiego Oppę, mającego być synem Wittizy lub Egiki, co wydaje się raczej mocno wątpliwe. Tak czy inaczej, nowy władca nie miał zbyt mocnego poparcia, bo na wieść o zbliżających się Arabach zbiegł ze stolicy i słuch o nim zaginął.

### Działania po Guadalete
Jeśli muzułmanie dotychczas nie myśleli o podporządkowaniu sobie Półwyspu Iberyjskiego, to triumf w bitwie, śmierć króla i najważniejszych dostojników, wewnętrzne skłócenie pozostałych przy życiu elit i obojętność reszty mieszkańców, unaoczniła im słabość państwa Wizygotów. Społeczeństwo było nie tylko obojętne wobec tego, co się dzieje, czasem nawet z entuzjazmem witało muzułmanów. Z ciepłym przyjęciem ze strony miejscowych mogli się oni spotkać ze strony części społeczności żydowskiej i niektórych społeczności lokalnych, mających dość fiskalnego ucisku. Po zwycięstwie nad rzeką Guadalete wojska Tarika, wzmocnione posiłkami z Afryki Północnej, ruszyły na wschód, doliną Gwadalkiwiru, zbliżając się do Kordoby. Po drodze, w pobliżu miasta Écija, napotkały jednak opór ze strony miejscowego garnizonu. Nie chcąc tracić czasu Tarik podzielił jednostki na dwa oddziały, jeden obległ Éciję, drugi zaś ruszył do Kordoby. Według relacji arabskich źródeł Berberowie posłużyli się podstępem, aby zdobyć Kordobę. W drodze do miasta mieli pojmać pasterza owiec, który zdradził im, że mury są silnie obsadzone i dobrze strzeżone, poza jednym miejscem. Muzułmanie wykorzystali tę informację i niepostrzeżenie dostali się do miasta. Wybuchła panika i przerażeni obrońcy uciekli. Nie wiadomo, czy relacja ta jest prawdziwa, tak czy inaczej Kordoba została zajęta niemal z marszu. Źródła opisują jeszcze jakieś walki w pobliżu miasta, ale i one zakończyły się zwycięstwem najeźdźców.
Tarik tymczasem, po rozprawieniu się z obrońcami Éciji, ruszył na Toledo. Na wieść o jego postępach pozostali przy życiu członkowie elit dworskich wraz ze swoim królem, opuścili miasto. Zbiegł również miejscowy biskup, najważniejsza figura w wizygockim kościele. Toledo zostało zatem zajęte najprawdopodobniej bez żadnych walk. Wojska muzułmańskie skierowały się potem w stronę doliny Ebro, gdzie złupiły kilka osad, po czym wróciły do Toledo, aby przezimować. W drodze powrotnej Tarik prawdopodobnie zajął miasto Guadalajara. Na wieść o sukcesach Berberów na Półwyspie Iberyjskim, Musa ibn Nusajr, arabski gubernator Afryki, postanowił wspomóc swoich poddanych i sam wyprawił się do Europy. Latem 712 roku na czele dość znacznej armii wylądował w Algeciras.
Działania Tarika, choć zakończone sukcesem, nie oznaczały jeszcze opanowania całych prowincji państwa Wizygotów. Udało mu się zająć i obsadzić Kordobę oraz Toledo oraz złupić parę miast, ale reszta terenów pozostawała poza jego kontrolą. Musa ibn Nusajr zaczął więc od zdobywania kolejnych miast i twierdz na południu, aby umocnić muzułmańskie panowanie w tym regionie. Zajął Medinę-Sidonię i Carmonę, po czym jego wojska pomaszerowały na Sewillę, jedno z najważniejszych i największych miast w Iberii. Opór miejscowych nie był zbyt mocny i po krótkich walkach, wizygocki garnizon najprawdopodobniej zbiegł, a Arabowie opanowali miasto. Musa skierował swoje siły na Meridę, gdzie po raz pierwszy spotkał się ze zdecydowanym oporem. Wojska arabskie oblegały miasto prawie przez rok, co najmniej do lata 713 roku. W międzyczasie doszło do jakiegoś powstania w Sewilli i Musa ibn Nusajr był zmuszony wysłać część swoich wojsk do tego miasta, aby stłumić bunt. Po uporaniu się z tymi przeciwnościami muzułmanie pomaszerowali wzdłuż Tagu do Toledo.
W mieście, które do niedawna było siedzibą królów wizygockich, Musa ibn Nusajr spotkał się z Tarikiem ibn Zijadem, który był podległym mu dowódcą. Źródła arabskie przytaczają tu legendę o rywalizacji między Tarikiem a Musą ibn Nusajrem o skarb zwany Tablicą Salomona. Jest to z całą pewnością wymyślona opowieść, ale dobrze oddaje ona rywalizację, która wywiązała się między zdobywcami. Oprócz oczywistych przyczyn, takich jak spór o to, komu przypadną największe bogactwa, u podłoża tego konfliktu leżały waśnie etniczne i religijne – Tarik i większość jego żołnierzy była Berberami, którzy na domiar złego niedawno przyjęli islam, zaś wojska Musy ibn Nusajra i on sam byli Arabami, wielu z nich miało przodków wśród pierwszych towarzyszy Proroka. Musa ibn Nusajr wykorzystał na przykład zapisy mówiące o ludach księgi i nakazał Berberom zwrot kosztowności zrabowanych w kościołach.

### Pacyfikacja regionu i wprowadzanie muzułmańskich porządków

W momencie wydarzeń świeżo ukończony lub będący na ukończeniu Wielki Meczet Umajjadów w Damaszku

Wiosną następnego roku Arabowie najechali dolinę rzeki Ebro. Zdobyli Saragossę, gdzie szybko powstał meczet, następnie zajęli Leridę i ruszyli starą rzymską drogą w stronę Barcelony i Narbony. Tymczasem wieści o sukcesach Musy ibn Nusajra i Tarika doszły na dwór kalifa, rezydującego w Damaszku. Najwyżsi zwierzchnicy imperium arabskiego często z podejrzeniem patrzyli na swoich zwycięskich podwładnych. Obawiali się, że najzdolniejsi wodzowie, zyskując bogactwa z podbitych krain i rzesze zwolenników, mogą być zagrożeniem dla ich władzy. Obydwaj wodzowie iberyjskiej wyprawy zostali zatem wezwani do Damaszku przed oblicze kalifa, aby wytłumaczyć, dlaczego samowolnie zdecydowali się na podbój. Przed udaniem się do Syrii Tarik i Musa ibn Nusajr najechali jeszcze północną część Półwyspu Iberyjskiego łupiąc tamtejsze miasta i zajmując część z nich. Musa mianował swojego syna, Abd al-Aziza, tymczasowym gubernatorem świeżo zdobytych terenów, które Arabowie nazwali Al-Andalus. W Damaszku Musa ibn Nusajr został ukarany za swoje nieposłuszeństwo pozbawieniem wszelkich godności i aresztem. Zmarł niedługo później, w 716 lub 717 roku. O losie Tarika nic nie wiadomo, ale wydaje się, że nie był on lepszy od tego, który spotkał Musę ibn Nusajra. 
Ich dzieło na Półwyspie Iberyjskim kontynuował syn Musy, Abd Al-Aziz ibn Nusajr. Opierając się na swojej bazie w Sewilli opanował prawdopodobnie większość terenów wchodzących w skład współczesnej Portugalii i Katalonii. Nie znamy jednak szczegółów tych kampanii z powodu szczupłości źródeł. Wiemy natomiast, że Abd Al-Aziz często zawierał porozumienia z lokalnymi możnymi gockimi. Źródła arabskie podają przykład niejakiego Teodemira, który miał majątek złożony z kilku wsi i miasteczek w pobliżu Murcji.

W imię Boga Miłosiernego, Litościwego! Ten tekst został spisany przez Abd Al-Aziza syna Musy ibn Nusira dla Teodemira w celu ustanowienia pokoju i obietnicy obrony ze strony Boga i Jego proroka (niech go Bóg błogosławi i obdarza pokojem). My nie nałożymy na niego żadnych specjalnych obowiązków ani na żadnego z jego ludzi. Tak samo nie będziemy go nękać ani nie pozbawimy go tego co posiada. Jego ludzie nie będą zabici ani pojmani ani oddzieleni od swoich dzieci i kobiet. Nikt nie będzie do niczego zmuszony w kwestiach religijnych, jego świątynie nie będą zniszczone a święte przedmioty pozostaną nie naruszone tak długo jak Teodemir będzie wypełniał postanowienia tego traktatu. Przyznajemy mu siedem osad: Orihuelę, Valentillę, Alicante, Mulę, Bigastro, Ellę i Lorcę. On zaś nie może udzielać schronienia ani wsparcia uciekinierom i naszym wrogom. Ponadto musi, podobnie jak jego ludzie płacić nam rocznie jednego dinara wraz z czterema miarami pszenicy oraz jęczmienia, cztery miary soków owocowych, cztery miary octu, cztery miary miodu oraz cztery miary oliwy. Za każdego niewolnika musi płacić połowę tego.

Traktat zawarty z Teodemirem nie był niczym wyjątkowym, Arabowie postępowali podobnie na terenie Iranu i Transoksanii. Była to celowa polityka wykorzystywania rozłamów wśród miejscowych możnych. Arabowie eliminowali tych waleczniejszych, którzy zdecydowani byli stawiać opór, a z tymi bardziej interesownymi zawierali porozumienia. Oczywiście były to tylko rozwiązania tymczasowe, po dłuższym czasie posiadłości te i tak przypadały arabskim zwycięzcom. Cel był jednak osiągany – nie dochodziło do zjednoczenia sił miejscowych w walce z atakującymi muzułmanami. Abd Al-Aziz został zamordowany w 715, 716 lub 718 roku. Przyczyny tego morderstwa były najprawdopodobniej czysto polityczne, kalif mógł obawiać się, że Al-Aziz będzie dążył do utworzenia własnego władztwa, zwłaszcza że jego ojciec, Musa, przebywał w więzieniu. Źródła arabskie podają jednak inną wersję wydarzeń. Według ich relacji gubernator Al-Andalus poślubił Egilonę, żonę króla Roderyka, która nawróciła go na chrześcijaństwo. Na wieść o tym kalif rozkazał swoim podwładnym zamordować odstępcę i tak też się stało. 
Nowym gubernatorem został Ajjub ibn Habib al-Lachmi, ale sprawował on ten urząd zaledwie kilka miesięcy i szybko zastąpił go przybyły z Afryki Al-Hurr Ibn Abd ar-Rahman as-Sakafi. Za jego rządów doszło do pierwszych większych tarć między Kajsytami i Jemenitami. Sam as-Sakafi był Kajsytą i to właśnie stronnictwo popierał kosztem Arabów z południa. Nie ograniczał się jednak tylko do utarczek wewnętrznych, dzięki jego wyprawom udało się zdusić większość opierających się jeszcze ośrodków na Półwyspie Iberyjskim. Nie wszystkie ekspedycje kończyły się sukcesami, północna cześć Hiszpanii, wraz z ziemiami zamieszkiwanymi przez Basków, nadal pozostawała niezależna od Arabów. Być może to właśnie za jego rządów doszło do bitwy pod Covadongą, uważaną za początek rekonkwisty. Jako pierwszy wódz arabski przekroczył Pireneje, przeprowadzając kilka wypadów na pozostającą pod władzą Gotów, Septymanię. Wyprawy te kończyły się jednak porażkami. As-Sakafi zapisał się w historii również ustanowieniem Kordoby jako głównego ośrodka administracji, w miejsce Sewilli. Jego działalność polegająca na wysyłaniu pierwszych urzędników arabskich do mniejszych miast zapoczątkowała tworzenie się administracji lokalnej, zapewniającej stałe dochody z podatków. Pogłębiły się wówczas animozje między Arabami a Berberami, gdyż ci drudzy byli często zmuszani przez rzeczoną administrację do zwrotu zajętych dóbr i nieruchomości chrześcijanom. W 718 roku as-Sakafi został usunięty z urzędu przez kalifa, była to kara za porażki w Septymanii. Jego następcą został As-Samh ibn Malik al-Chaulani. 
Wraz z końcem rządów as-Sakafiego kończy się w zasadzie podbój hiszpańskiej części królestwa Wizygotów. Muzułmanie opanowali najważniejsze miasta i zajęli strategicznie ważne regiony. Tak szybki podbój, dokonany tak niewielkimi siłami był możliwy dlatego, że bardzo wielu członków lokalnej elity po prostu nie chciało walczyć. Nie identyfikowali się oni z państwem zawłaszczonym przez dworską arystokrację i martwili się bardziej o własne dobra. Muzułmanie nie musieli zatem zdobywać po kolei wszystkich miast, twierdz, zamków i innych fortyfikacji, co z pewnością zajęłoby im o wiele więcej czasu i zmusiło do większego wysiłku zbrojnego, o ile w ogóle było możliwe. Wystarczyło zająć najważniejsze ośrodki, stanowiące o sile rządzącej arystokracji. Z prowincjonalnymi elitami, które w większości pozostały bierne, wystarczyło zawrzeć szereg umów, w których gwarantowano im nienaruszalność majątku w zamian za podatki i posłuszeństwo. Arabowie mogli spokojnie budować administrację i konsolidować swoje panowanie na tych terenach.

### Na północ od Pirenejów
Al-Chaulani kontynuował podbój państwa Wizygotów, przenosząc wojnę na drugą stronę Pirenejów. W przeciwieństwie do poprzednika, jego wyprawy kończyły się zazwyczaj sukcesami. Zajął Narbonę, Béziers, Agde, Lodève, Montpellier i Nîmes. Wizygoci utracili znaczną część Septymanii, ostatniej prowincji ich królestwa. Pozostało im zaledwie parę miast. Al-Chaulani nie zadowalał się jednak tylko Septymanią i zaczął najeżdżać także frankijską Akwitanię. Arabowie planowali zdobyć Tuluzę, ale nie docenili przeciwnika. Miejscowy książę, Odon, pozwolił im na oblężenie miasta, po czym zaatakował. Zmuszeni do walki na dwa fronty, muzułmanie ponieśli druzgocącą porażkę, a al-Chaulani zginął z powodu ran odniesionych w bitwie.

## Podział ziem
Arabowie na Półwyspie Iberyjskim, w przeciwieństwie do Bliskiego Wschodu, nie utworzyli jednej militarnej osady, takiej jak Fustat czy Basra. Ich zakwaterowanie w podbitym kraju przypominało formę stosowaną niekiedy przez Rzymian w stosunku do wojsk barbarzyńskich. Armię podzielono na oddziały, które następnie osiedlano w ważniejszych miastach i wsiach położonych w strategicznych rejonach. Ciężar utrzymania garnizonów spadał oczywiście na miejscową ludność. Przy podziale ziem między zdobywców ponownie doszło do tarć między Arabami i Berberami. Ci pierwsi zajęli bowiem najlepsze ziemie w żyznych dolinach Ebro i Gwadalkiwiru oraz południe, a Berberom przypadła górzysta Meseta i ubogie rolniczo regiony północy. Wobec niekorzystnego dla Berberów podziału ziemi doszło do zbrojnego buntu jednego z ich dowódców. Utman ibn Naissa, znany także jako Munuza, podjął próbę stworzenia własnego władztwa na terenie Katalonii i Septymanii. Udało mu się opanować ważniejsze twierdze i po zawarciu sojuszu z chrześcijanami z Akwitanii do 731 roku rządził jako niezależny władca. Po śmierci Munuzy, gubernator al-Andalus, Abd ar-Rahman Ghafiki pokonał jego następców i opanował ich ziemie. Upadek państewka Munuzy nie załagodził jednak napiętej sytuacji między Arabami i Berberami.

## Podatki

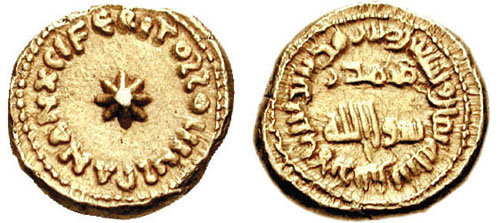
Arabsko-łaciński dinar Umajjadów bity w latach 715-717

Daniny, jakie mieli składać chrześcijanie swoim nowym panom, ustalono przy okazji traktatów zawieranych przez Arabów z możnymi. Ich wysokość szybko jednak uległa zmianie, a stało się to w czasie, gdy gubernatorem został Anbasa ibn Suhajm al-Kalbi (721/722-726). Na żądanie kalifa wysokość daniny, jaką innowiercy mieli płacić, została podwojona. Wywołało to oczywiście wiele głosów sprzeciwu, a nawet otwartych buntów, można domniemywać, że wzmocniło to chrześcijańską migrację na północ, na niezajęte przez Arabów tereny. Podwyższenie danin mogło również sprawić wzrost liczby konwertytów, ale z tym akurat zjawiskiem rząd muzułmański starał się walczyć, a gdy to nie pomagało, próbował obłożyć podatkami także muzułmanów nie będących Arabami. Działania te prowadziły czasem do rebelii i wzbudzały wiele kontrowersji. Pozytywną, dla miejscowych, stroną zwiększonego zapotrzebowania na pieniądze z podatków był fakt restytucji wielu dóbr zagrabionych przez muzułmanów w czasie podbojów. Nowych, wyznających islam właścicieli, kalif nie mógł opodatkować. W związku z tym nakazał zwracać chrześcijanom i żydom odebrane im nieruchomości oraz majątki.

## Galia
Muzułmańskie wyprawy na Galię były kontynuowane w czasie rządów al-Kalbiego. W 724 wojska arabskie zajęły Carcassonne i zagroziły Burgundii, penetrując terytoria Franków aż do Autun. Al-Kalbi zginął w czasie jednej z takich wypraw. Jego następcy nie prowadzili tak ożywionych działań zbrojnych na terenie Galli do czasu, aż gubernatorem został ponownie Abd ar-Rahman al-Ghafiki. Nowy zarządca planował najprawdopodobniej rozszerzyć panowanie arabskie dalej na wschód. Zebrawszy silną armię przekroczył Pireneje. Al-Ghafiki bez większych problemów rozbił akwitańskich Franków w bitwie nad rzeką Garonną w 732 roku, po czym ruszył dalej na północ. Faktyczny władca państwa Merowingów, majordom Karol Młot, ostrzeżony o postępach muzułmanów, zebrał swoje oddziały i postanowił wydać bitwę przeciwnikowi. Do walki doszło na polach między Poitiers a Tours i zakończyły się one triumfem chrześcijan. Bitwa ta jest uznawana za punkt zwrotny w dziejach arabskiej ekspansji na zachodzie, co w ocenie współczesnych historyków jest opinią nieco przesadzoną, tak czy inaczej miała ważne skutki psychologiczne. Frankowie zostali upewnieni w wierze, że są w stanie pokonać Arabów. Prestiż Karola Młota i jego rodu wzrósł tak znacznie, że jego syn, Pepin Krótki mógł obalić ostatniego z Merowingów i dać początek dynastii karolińskiej. Królowie i późniejsi cesarze z tego rodu odegrali znaczącą rolę w dziejach Europy, także w dziejach jej zmagań z islamem na Półwyspie Iberyjskim.
Frankowie przeszli do kontrofensywy i mimo problemów zaczęli zdobywać muzułmańskie posiadłości w Galii. W 737 roku zajęli Awinion i zniszczyli wrogą flotę. Udało im się również, w wyniku kilku najazdów, podporządkować sobie Prowansję. Ostatecznie ostatnie arabskie posiadłości po tej stronie Pirenejów znalazły się pod panowaniem frankijskim w 759 roku.

## Wojny plemienne
Gubernatorem po zabitym w walkach z Frankami al-Ghafikim został Abd al-Malik. Al-Andalus miało wówczas problemy z najazdami Basków, zatem nowy zarządca wyprawił się na północ w celu walki z rabusiami. Kampania ta nie została jednak zakończona sukcesem, w wyniku czego doszło do interwencji gubernatora arabskiej Afryki, który osadził w Kordobie Ukbę ibn al-Hadżdżadża. Nowy zarządca, który swoje stanowisko objął w 734 roku, przeprowadził spis ludności i narzucił wyższe podatki na niewiernych. Wprowadził również zasadę, iż ludzie będą sądzeni według praw społeczności, do której należą, choć oczywiście prawa te nie mogą naruszać dóbr muzułmanów. Reformy podatkowe dotknęły nie tylko innowierców, ale także muzułmanów niearabskiego pochodzenia. Otworzyło to drogę do rozwoju ideałów charydżyzmu w Afryce Północnej i Iberii. Zgodnie z poglądami tego nurtu pełnoprawnym muzułmaninem był każdy, kto przestrzegał zasad głoszonych przez Mahometa i czcił Boga, przynależność do odpowiednich klanów i pochodzenie nie miały tu żadnego znaczenia. Rozwój charydżyzmu był jedną przyczyn buntu Berberów w 739 roku. Ukba zginął na terenie Tangeru, gdy wyprawił się do Afryki w celu udzielenia pomocy zbrojnej Arabom walczącym tam z powstańcami. Bunt Berberów wybuchł również w al-Andalus.
Powstańczy zryw miał się zakończyć połowicznym sukcesem, w jego wyniku powstać miało szereg mniej lub bardziej niezależnych władztw w Afryce. W al-Andalus władzę zachowywali Arabowie, ale w 742 roku powstanie Berberów jeszcze trwało. W tym samym roku do Iberii z Afryki przybył Baldż ibn Biszr, dowodzący resztkami wojsk arabskich, które poniosły klęskę pod Bagdurą w 741 roku. Jego żołnierze przeprawili się przez cieśninę razem z nim. Gubernator al-Andalus, którym ponowne był Abd al-Malik i Baldż zawarli sojusz i wspólnie pokonali zbuntowanych Berberów na terenie półwyspu i to w ciągu zaledwie jednego roku. Po tym zwycięstwie ich drogi rozeszły się. Był to efekt rosnących napięć między samymi Arabami. Wśród nich ścierały się plemiona północne, czyli Kajsyci i południowcy, czyli Jemenici. Konflikt przybrał na sile po pojawieniu się Baldż ibn Biszra, gdyż on sam i większość jego armii, była Kajsytami, podczas gdy większość Arabów w Hiszpanii była Jemenitami. Do wybuchu otwartego konfliktu doszło w czasie lata 742 roku. Między wojskami Baldża a miejscowymi Arabami doszło do bitwy pod Aqua Portora. Walki zakończyły się zwycięstwem przybyszy, ale Baldż odniósł ciężkie rany i krótko potem zmarł. Jego następcą został spokrewniony z nim Salaba ibn Salama, który ogłosił się gubernatorem al-Andalus. Konflikt między Kajsytami i Jemenitami trwał, choć krótko po dojściu ibn Salamy do władzy interweniował gubernator Afryki, który mianował jednego z Kajsytów na nowego zarządcę Iberii.

## Abd ar-Rahman I

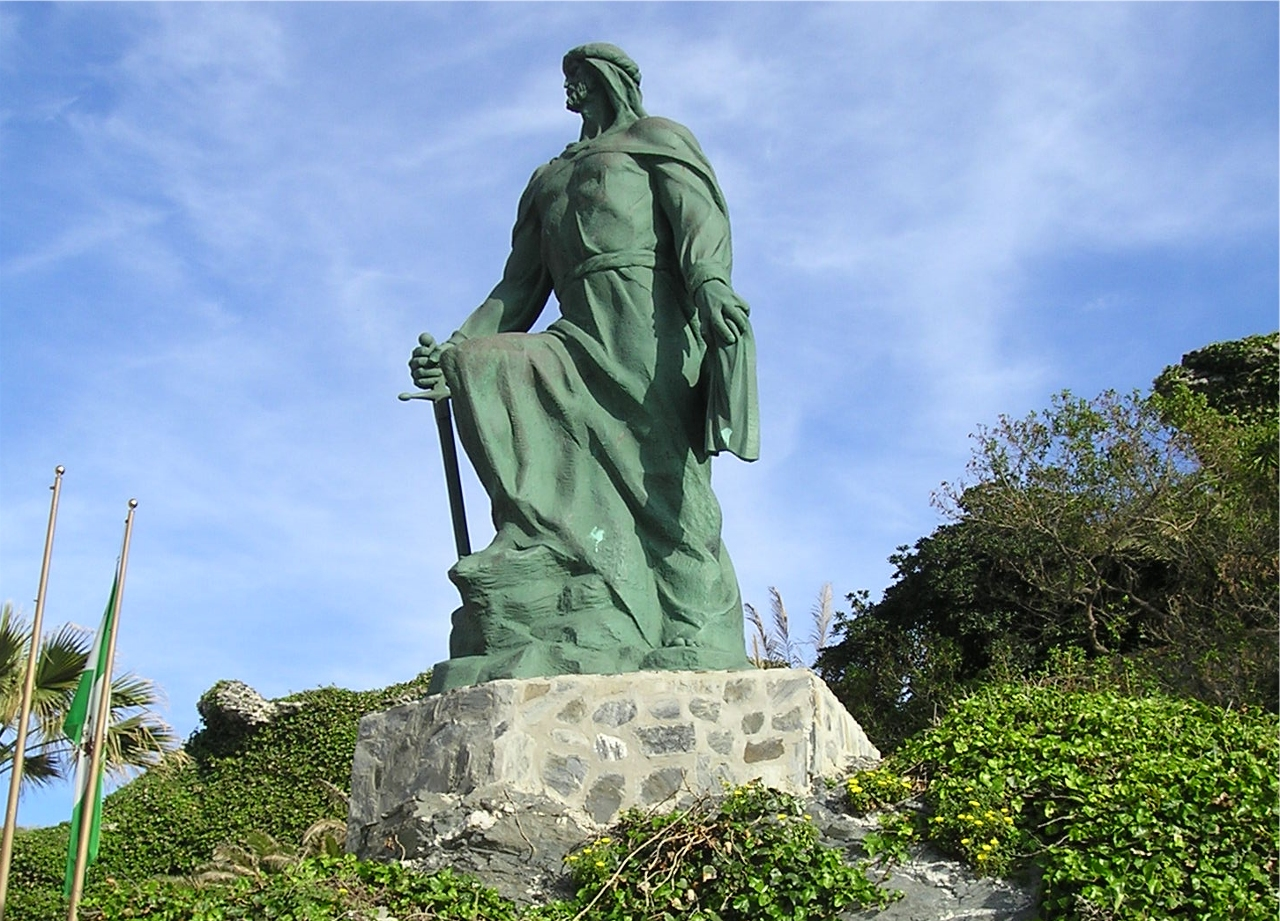
Pomnik Abd ar Rahmana I w Almuñécar

W 750 roku na terenie Bliskiego Wschodu doszło do bitwy nad Zabem między Umajjadami a ich rywalami do tytułu kalifa, Abbasydami. Walki zakończyły się triumfem Abbasydów, którzy potem bez większych przeszkód narzucili swoją władzę pozostałym Arabom. Prawie wszyscy Umajjadzi zostali wymordowani, jednym z nielicznych, którym udało się przetrwać, był Abd ar-Rahman. Po klęsce swojej dynastii zbiegł do Afryki i schronił się wśród Berberów w Tangerze. Rdzenni mieszkańcy Afryki Północnej popierali go, gdyż jego matka pochodziła z tych stron, a on sam deklarował szacunek dla miejscowych tradycji i obiecywał dobre traktowanie Berberów. Zaczął również pozyskiwać sobie sojuszników wśród niedawnych klientów rodu Umajjadów. Wykorzystał także konflikty między Jemenitami a Kajsytami w al-Andalus, które nie wygasły po ustąpieniu ze stanowiska gubernatora Salaby ibn Salamy. Na zaproszenie swoich stronników przeprawił się wraz z wojskami do Europy do 755 roku i rozpoczął walkę o panowanie nad Iberią, w wyniku której powstał tu później, niezależny od kalifów, Emirat Kordoby.